# Toyama
Toyama (富山市, Toyama-shi) és la ciutat capital de la prefectura de Toyama, Japó. Es troba a la costa del Mar del Japó, a 200 km al nord de la ciutat de Nagoya i a 300 km al nord-oest de Tòquio. Té una àrea de 1.241,85 km² i una població de 420.804 habitants (2005). Històricament la ciutat de Toyama va ser capital de la província d'Etchu. La ciutat moderna va ser incorporada l'1 d'abril de 1889. Entre l'1 i el 2 d'agost de 1945 la ciutat va ser bombardejada gairebé tota per avions nord-americans, ja que Toyama era el centre de processament d'alumini i acer.

## Persones il·lustres
- Koichi Tanaka (1959 -) químic, Premi Nobel de Química de l'any 2002.

## Ciutats germanes
- Leongatha, Austràlia
- Durham, Anglaterra
- Durham, Estats Units
- Mogi das Cruzes, Brasil
- Qinhuangdao, República Popular de la Xina